# Игуман Амфилохије (Бедричић)
Амфилохије Бедричић (Нови Сад, 7. мај 1873 — манастир Манасија, 1927) био је јеромонах СПЦ.

## Биографија
Рођен је 7. маја 1873. године у Новом Саду, а замонашен је 1. јануара 1893. године у манастиру Горњак код Жагубице. Бедричић је припадао брадству манастира Горњак, затим манастира Свете Петке, а од 8. децембра 1925. године братству манастира Манасије, где је био старешина. На дужности старешине Манасије био је до 1927. године, након чега је постао парох влаолски, на којој дужности је и преминуо, 1927. године.